# 1924 w muzyce
Wydarzenia muzyczne w 1924 roku.

## Urodzili się
- 6 stycznia – Earl Scruggs, amerykański muzyk country i bluegrass, wirtuoz banjo (zm. 2012)
- 7 stycznia – Russ Henderson, trynidadzki pianista jazzowy (zm. 2015)
- 10 stycznia – Max Roach, amerykański perkusista i kompozytor jazzowy (zm. 2007)
- 11 stycznia
  - Don Cherry, amerykański piosenkarz pop, golfista (zm. 2018)
  - Slim Harpo, amerykański wykonawca muzyki bluesowej (zm. 1970)
- 15 stycznia – Georg Ratzinger, niemiecki duchowny katolicki, protonotariusz apostolski, Infułat, dyrygent chórów kościelnych, brat papieża Benedykta XVI (zm. 2020)
- 16 stycznia
  - Tadeusz Jedynak, polski muzykant, skrzypek ludowy regionu radomskiego (zm. 2020)
  - Achille Togliani, włoski piosenkarz i aktor (zm. 1995)
- 20 stycznia – Yvonne Loriod, francuska pianistka, pedagog i kompozytorka (zm. 2010)
- 22 stycznia – J.J. Johnson, amerykański puzonista jazzowy (zm. 2001)
- 24 stycznia – Ernst Kozub, niemiecki śpiewak operowy (tenor liryczny) (zm. 1971)
- 26 stycznia
  - Anahid Ajemian, amerykańska skrzypaczka pochodzenia ormiańskiego (zm. 2016)
  - Alice Babs, szwedzka piosenkarka (zm. 2014)
- 28 stycznia – Maria Fołtyn, polska śpiewaczka i reżyser operowy (zm. 2012)
- 29 stycznia
  - Jacek Nieżychowski, polski aktor, śpiewak operetkowy, artysta kabaretowy, dziennikarz (zm. 2009)
  - Luigi Nono, włoski kompozytor współczesny (zm. 1990)
- 2 lutego – Sonny Stitt, amerykański saksofonista jazzowy (zm. 1982)
- 6 lutego – Argentina Santos, portugalska piosenkarka fado (zm. 2019)
- 11 lutego – Witalij Giewiksman, rosyjski kompozytor muzyki filmowej (zm. 2007)
- 14 lutego – Albert Rosen, czeski dyrygent (zm. 1997)
- 15 lutego – Jiří Šlitr, czeski kompozytor, pianista, piosenkarz i aktor (zm. 1969)
- 17 lutego – Margaret Truman, amerykańska piosenkarka, a następnie pisarka (zm. 2008)
- 19 lutego – André Popp, francuski kompozytor, aranżer i scenarzysta (zm. 2014)
- 23 lutego – Lejaren Hiller, amerykański kompozytor i chemik (zm. 1994)
- 3 marca – Lys Assia, szwajcarska piosenkarka, zwyciężczyni pierwszej edycji Eurowizji 1956 (zm. 2018)
- 6 marca – Frances Walker-Slocum, amerykańska pianistka i pedagog (zm. 2018)
- 7 marca – Maria Zielińska, polska śpiewaczka operowa (sopran), w latach 1950–1976 solistka Opery Bałtyckiej w Gdańsku (zm. 2018)
- 8 marca – Betty Bonney, amerykańska piosenkarka pop (zm. 2025)
- 9 marca – Konstantin Iliew, bułgarski dyrygent i kompozytor (zm. 1988)
- 11 marca – Werner Enders, niemiecki śpiewak operowy (tenor) (zm. 2005)
- 16 marca – Beryl Davis, brytyjska piosenkarka (zm. 2011)
- 17 marca – Stephen Dodgson, brytyjski kompozytor, prezenter radiowy (zm. 2013)
- 24 marca – Jerzy Kobza-Orłowski, polski śpiewak operowy (tenor) (zm. 1974)
- 25 marca – Leyna Gabriele, amerykańska śpiewaczka operowa (sopran) (zm. 2019)
- 27 marca – Sarah Vaughan, amerykańska wokalistka jazzowa (zm. 1990)
- 29 marca – Andrew Frierson, amerykański śpiewak operowy (baryton) i pedagog muzyczny (zm. 2018)
- 30 marca – Milko Kelemen, chorwacki kompozytor (zm. 2018)
- 1 kwietnia – Günther Becker, niemiecki kompozytor i pedagog (zm. 2007)
- 3 kwietnia
  - Murray Dickie, szkocki śpiewak operowy (tenor) (zm. 1995)
  - Joseph Kerman, amerykański muzykolog i krytyk muzyczny (zm. 2014)
- 7 kwietnia – Ikuma Dan, japoński kompozytor muzyki poważnej (zm. 2001)
- 13 kwietnia – Stanley Donen, amerykański reżyser filmowy, twórca musicali (zm. 2019)
- 15 kwietnia – Neville Marriner, brytyjski dyrygent i skrzypek (zm. 2016)
- 16 kwietnia
  - Henry Mancini, amerykański kompozytor i aranżer, autor muzyki filmowej (zm. 1994)
  - Rudy Pompilli, amerykański saksofonista tenorowy, członek zespołu Bill Haley & His Comets (zm. 1976)
- 22 kwietnia – Franz Mazura, austriacki śpiewak operowy (bas-baryton) (zm. 2020)
- 25 kwietnia – Erzsébet Szőnyi, węgierska kompozytorka, pianistka, pedagog (zm. 2020)
- 29 kwietnia – Zizi Jeanmaire, francuska tancerka baletowa i piosenkarka (zm. 2020)
- 30 kwietnia – Sheldon Harnick, amerykański pisarz, autor tekstów piosenek (zm. 2023)
- 2 maja
  - Theodore Bikel, amerykański aktor, piosenkarz folkowy, kompozytor i działacz polityczny (zm. 2015)
  - Lynn Evans, amerykańska piosenkarka, wokalistka zespołu The Chordettes (zm. 2020)
- 3 maja
  - Jane Morgan, amerykańska piosenkarka popu tradycyjnego (zm. 2025)
  - Stefan Wicik, polski śpiewak (tenor) (zm. 2001)
- 5 maja – Joy Beverley, brytyjska piosenkarka znana z trio Beverley Sisters (zm. 2015)
- 9 maja – Bułat Okudżawa, gruziński pieśniarz i poeta (zm. 1997)
- 11 maja – Marino Marini, włoski piosenkarz i kompozytor (zm. 1997)
- 14 maja
  - Kaiti Grey, grecka piosenkarka (zm. 2025)
  - Kenneth V. Jones, brytyjski kompozytor muzyki filmowej (zm. 2020)
  - Joly Braga Santos, portugalski kompozytor i dyrygent (zm. 1988)
  - Coco Schumann, niemiecki gitarzysta jazzowy, więzień obozu Auschwitz (zm. 2018)
- 17 maja – Gabriel Bacquier, francuski śpiewak operowy (baryton) (zm. 2020)
- 18 maja – Erich Kõlar, estoński dyrygent (zm. 2022)
- 19 maja – Sandy Wilson, angielski kompozytor i autor piosenek (zm. 2014)
- 22 maja
  - Charles Aznavour, francuski piosenkarz, kompozytor i aktor (zm. 2018)
  - Rita Vidaurri, amerykańska piosenkarka (zm. 2019)
- 27 maja – Brother John Sellers(inne języki), amerykański wokalista i gitarzysta bluesowy[1] (zm. 1999)
- 30 maja – Armando Peraza, kubański perkusjonista Latin jazzowy (zm. 2014)
- 1 czerwca – Hal McKusick, amerykański saksofonista, klarnecista i flecista (zm. 2012)
- 2 czerwca – Zolman Cohen, amerykański puzonista (zm. 2004)
- 6 czerwca – Serge Nigg, francuski kompozytor (zm. 2008)
- 9 czerwca – Tadeusz Żmudziński, polski pianista i pedagog (zm. 1992)
- 17 czerwca – Edward Downes, angielski dyrygent (zm. 2009)
- 19 czerwca – Anneliese Rothenberger, niemiecka śpiewaczka operowa (sopran) (zm. 2010)
- 20 czerwca
  - Chet Atkins, amerykański piosenkarz country (zm. 2001)
  - Teofila Bratkowska, ukraińska śpiewaczka operowa (sopran) (zm. 2019)
- 21 czerwca – Wally Fawkes, brytyjski klarnecista jazzowy, rysownik i satyryk (zm. 2023)
- 29 czerwca – Ezra Laderman, amerykański kompozytor muzyki klasycznej (zm. 2015)
- 30 czerwca – Flo Sandon’s, włoska piosenkarka (zm. 2006)
- 1 lipca – Charles Everett Lilly, amerykański muzyk grający w stylu bluegrass (zm. 2012)
- 3 lipca – Nancy B. Reich, amerykańska muzykolog (zm. 2019)
- 4 lipca – Libuše Domanínská, czeska śpiewaczka operowa (sopran) (zm. 2021)
- 6 lipca – Louie Bellson, amerykański perkusista jazzowy pochodzenia włoskiego, bandleader, kompozytor, aranżer i edukator (zm. 2009)
- 9 lipca – Jerzy Procner, polski dyrygent, dyrektor teatru, pedagog muzyczny (zm. 1980)
- 13 lipca
  - Carlo Bergonzi, włoski śpiewak operowy (tenor) (zm. 2014)
  - Maria Koterbska, polska piosenkarka (zm. 2021)
- 20 lipca – Mort Garson, kanadyjski kompozytor, aranżer, autor tekstów i pionier muzyki elektronicznej (zm. 2008)
- 22 lipca – Bill Perkins, amerykański saksofonista i flecista jazzowy (zm. 2003)
- 24 lipca – Janine Charrat, francuska balerina i choreograf (zm. 2017)
- 25 lipca – Ginny Mancini, amerykańska wokalistka jazzowa, aktorka i filantropka (zm. 2021)
- 27 lipca – Otar Taktakiszwili, gruziński kompozytor (zm. 1989)
- 28 lipca – Irving Burgie, amerykański piosenkarz, autor piosenek (zm. 2019)
- 1 sierpnia – Bernard Pietrzak, polski kompozytor, organista, chórmistrz i pedagog (zm. 1978)
- 6 sierpnia – Ella Jenkins, amerykańska piosenkarka i autorka tekstów (zm. 2024)
- 11 sierpnia – Liza Redfield, amerykańska dyrygent, kompozytor i pianistka (zm. 2018)
- 14 sierpnia – Georges Prêtre, francuski dyrygent (zm. 2017)
- 15 sierpnia – Elsie Morison, australijska śpiewaczka operowa (sopran) (zm. 2016)
- 22 sierpnia – Andrzej Markowski, polski kompozytor i dyrygent (zm. 1986)
- 23 sierpnia – Georgi Tutew, bułgarski kompozytor i dyrygent (zm. 1994)
- 28 sierpnia – Berislav Klobučar, chorwacki dyrygent (zm. 2014)
- 29 sierpnia – Dinah Washington, amerykańska wokalistka jazzowa (zm. 1963)
- 30 sierpnia – Kenny Dorham, amerykański trębacz, kompozytor i wokalista jazzowy (zm. 1972)
- 1 września – Arda Mandikian, grecka śpiewaczka operowa ormiańskiego pochodzenia (sopran) (zm. 2009)
- 4 września
  - Barbara Bittnerówna, polska tancerka baletowa (zm. 2018)
  - Jerzy Ficowski, polski poeta, eseista, autor tekstów piosenek (zm. 2006)
- 5 września – Krystyna Moszumańska-Nazar, polska kompozytorka, profesor (zm. 2008)
- 11 września
  - Clyde Otis, amerykański autor tekstów i producent muzyczny (zm. 2008)
  - Jacqueline Steiner, amerykańska piosenkarka folkowa, autorka tekstów i działaczka społeczna (zm. 2019)
- 13 września – Maurice Jarre, francuski kompozytor, znany głównie jako twórca muzyki filmowej; ojciec Jeana-Michela Jarre’a (zm. 2009)
- 19 września – Ernest Tomlinson, angielski kompozytor (zm. 2015)
- 20 września
  - Gogi Grant, amerykańska piosenkarka (zm. 2016)
  - Helen Grayco, amerykańska piosenkarka i aktorka (zm. 2022)
- 27 września – Bud Powell, amerykański pianista jazzowy (zm. 1966)
- 28 września – Rudolf Barszaj, radziecki altowiolista i dyrygent (zm. 2010)
- 1 października – Roger Williams, amerykański pianista (zm. 2011)
- 4 października – Sona Aslanova, radziecka i azerska śpiewaczka operowa (sopran), pedagog i aktorka (zm. 2011)
- 9 października
  - Hachirō Kasuga, japoński piosenkarz enka (zm. 1991)
  - Regina Smendzianka, polska pianistka i pedagog (zm. 2011)
- 12 października
  - John Gregory, brytyjski kompozytor, bandlider i dyrygent (zm. 2020)
  - Erich Gruenberg, brytyjski skrzypek i pedagog (zm. 2020)
  - Mimis Plessas, grecki kompozytor, dyrygent, pianista (zm. 2024)
- 13 października – Jerzy Kurczewski, polski dyrygent, kompozytor, kierownik Poznańskiego Chóru Chłopięcego w latach 1961–1991 (zm. 1995)
- 17 października – Rolando Panerai, włoski śpiewak operowy (baryton) (zm. 2019)
- 18 października
  - Egil Hovland, norweski kompozytor (zm. 2013)
  - Edmund Kajdasz, polski dyrygent (zm. 2009)
  - Zenon Płoszaj, polski skrzypek, kameralista, pedagog muzyczny (zm. 2003)
- 21 października – Julie Wilson, amerykańska piosenkarka i aktorka (zm. 2015)
- 27 października – Bonnie Lou, amerykańska piosenkarka i prezenterka radiowa (zm. 2015)
- 2 listopada
  - Nadia Cattouse, brytyjska aktorka i piosenkarka (zm. 2024)
  - Rudy Van Gelder, amerykański inżynier dźwięku (zm. 2016)
- 3 listopada – Mieczysław Michalski, polski kompozytor, dyrygent, nauczyciel muzyki i działacz kulturalny (zm. 1988)
- 7 listopada – Gino Latilla, włoski piosenkarz, zwycięzca Festiwalu Piosenki Włoskiej w San Remo (1954) (zm. 2011)
- 12 listopada – Alina Bolechowska, polska śpiewaczka operowa (sopran), solistka Teatru Wielkiego – Opery Narodowej, pedagog wokalny (zm. 2002)
- 15 listopada – Gianni Ferrio, włoski kompozytor i dyrygent (zm. 2013)
- 25 listopada – Paul Desmond, amerykański saksofonista jazzowy (zm. 1977)
- 26 listopada – Irwin Hoffman, amerykański dyrygent (zm. 2018)
- 27 listopada – Nina Cassian, rumuńska poetka, prozatorka, malarka, dziennikarka, pianistka, jak również tłumacz, krytyk filmowy i kompozytor muzyki poważnej (zm. 2014)
- 30 listopada – Klaus Huber, szwajcarski kompozytor, dyrygent, pedagog i skrzypek (zm. 2017)
- 7 grudnia – Bent Fabric, duński pianista i kompozytor (zm. 2020)
- 13 grudnia – Laszlo Varga, amerykański wiolonczelista pochodzenia węgierskiego (zm. 2014)
- 14 grudnia
  - Gohar Gasparian, ormiańska śpiewaczka klasyczna (sopran) (zm. 2007)
  - Linda Hopkins, amerykańska piosenkarka gospel i aktorka (zm. 2017)
- 16 grudnia – Mildred Miller, amerykańska śpiewaczka operowa (mezzosopran) (zm. 2023)
- 21 grudnia – Rita Reys, holenderska piosenkarka jazzowa (zm. 2013)
- 25 grudnia – Noël Lee, amerykański pianista klasyczny, kompozytor (zm. 2013)
- 26 grudnia – Jaroslav Celba, czeski gitarzysta jazzowy i kompozytor, autor muzyki do filmów animowanych i seriali (zm. 2013)

## Zmarli
- 4 stycznia – Alfred Grünfeld, austriacki pianista i kompozytor (ur. 1852)
- 14 stycznia – Géza Zichy, węgierski pianista grający lewą ręką i kompozytor (ur. 1849)
- 15 lutego – Lionel Monckton, angielski pisarz i kompozytor (ur. 1861)
- 17 lutego – Oskar Merikanto, fiński pianista, organista, kompozytor i dyrygent (ur. 1868)
- 23 lutego – Antonio Pasculli, włoski oboista i kompozytor (ur. 1842)
- 18 marca – Frederick Bridge, angielski organista, kompozytor i pedagog (ur. 1844)
- 29 marca – Charles Villiers Stanford, brytyjski kompozytor, dyrygent i pedagog (ur. 1852)
- 9 kwietnia – Stephan Krehl, niemiecki kompozytor, pedagog i teoretyk muzyki (ur. 1864)
- 14 kwietnia – Wiktor Grąbczewski, polski śpiewak operowy (baryton) (ur. 1863)
- 15 kwietnia – Eduard Caudella, rumuński kompozytor operowy, skrzypek, dyrygent, pedagog i krytyk (ur. 1841)
- 26 kwietnia – Josef Labor, austriacki pianista i kompozytor (ur. 1842)
- 10 maja – Hermann Kretzschmar, niemiecki muzykolog i dyrygent (ur. 1848)
- 12 maja – Henri Maréchal, francuski kompozytor (ur. 1842)
- 26 maja – Victor Herbert, amerykański kompozytor, wiolonczelista i dyrygent (ur. 1859)
- 31 maja – Konstanty Gorski, polski kompozytor i skrzypek (ur. 1859)
- 11 czerwca – Théodore Dubois, francuski kompozytor, organista i pedagog (ur. 1837)
- 23 czerwca – Eugenio Giraldoni, włoski śpiewak operowy (baryton) (ur. 1871)
- 27 lipca – Ferruccio Busoni, włoski kompozytor i pianista, dyrygent i pedagog (ur. 1866)
- 11 września – Mieczysław Surzyński, polski kompozytor, organista, dyrygent i pedagog (ur. 1866)
- 13 września – Pekka Hannikainen, fiński kompozytor i dyrygent (ur. 1854)
- 22 września – Salomon Kalischer, niemiecki kompozytor, pianista, filozof i fizyk (ur. 1845)
- 25 września – Karel Burian, czeski śpiewak operowy (tenor) (ur. 1870)
- 28 września – Klara Czop-Umlauf, polska pianistka, akompaniatorka, kameralistka, pedagog (ur. 1872)
- 4 listopada – Gabriel Fauré, francuski kompozytor i organista (ur. 1845)
- 16 listopada – Aleksandr Archangielski, rosyjski kompozytor oraz dyrygent; Zasłużony Artysta RFSRR (ur. 1846)
- 29 listopada – Giacomo Puccini, włoski kompozytor operowy (ur. 1858)
- 8 grudnia – Xaver Scharwenka, polsko-niemiecki pianista i kompozytor (ur. 1850)
- 14 grudnia – Franciszek Słomkowski, polski dyrygent, skrzypek i pedagog (ur. 1849)
- 19 grudnia – Chuna Wolfsthal, polski kompozytor, wiolonczelista i dyrygent pochodzenia żydowskiego (ur. 1851)

## Wydane utwory
- 6 sonat na skrzypce solo op. 27 autorstwa Eugène’a Ysaÿe’a